# Agrarisme

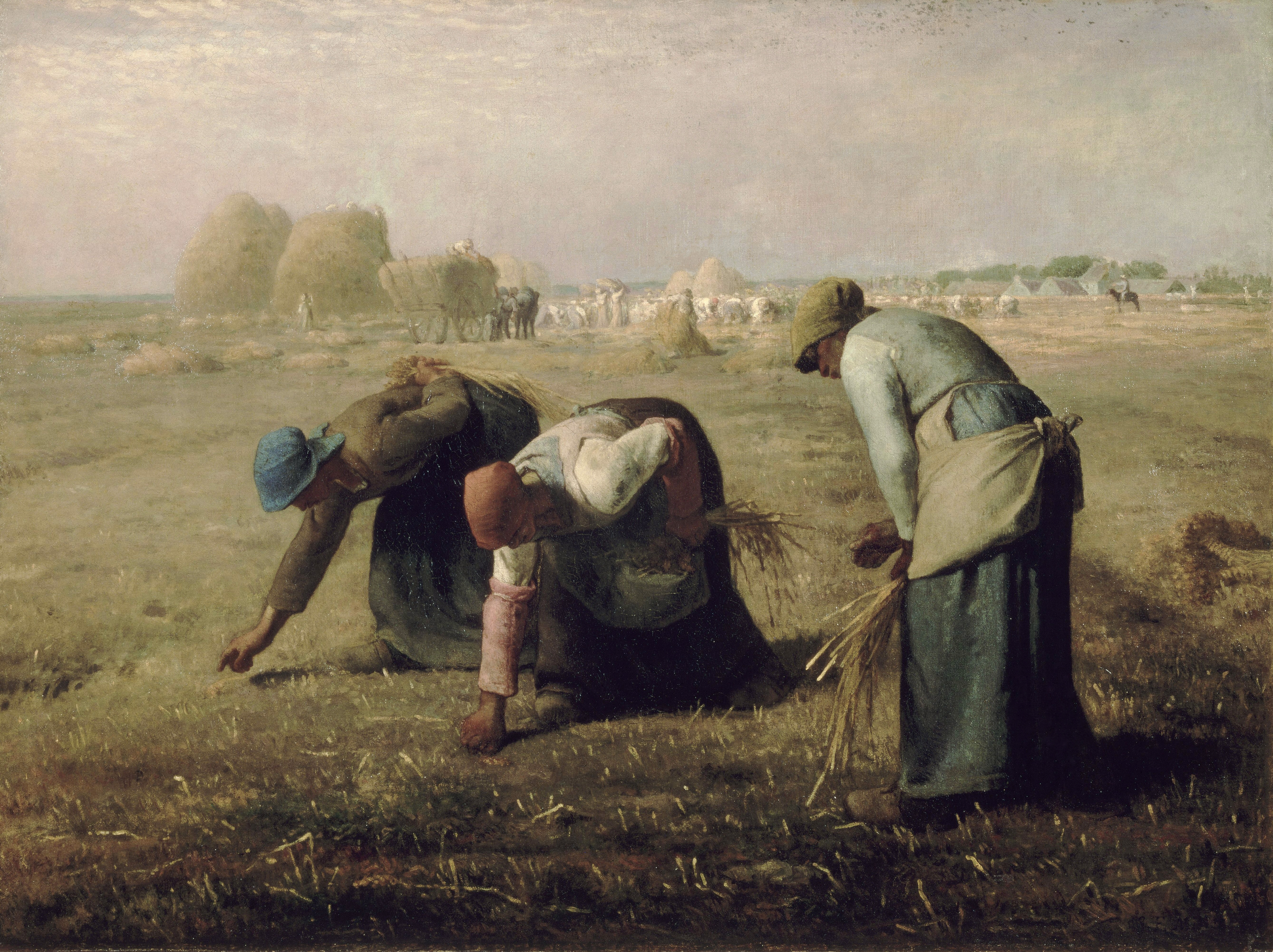
Des glaneuses, huile sur toile de Jean-François Millet.

 (février 2010).
L'agrarisme ou agrarianisme est à la fois une idéologie et un mouvement social rural européen du XIXe siècle et du début du XXe siècle. Il peut également être défini comme le support théorique des partisans des lois agraires, du partage des terres entre ceux qui la cultivent. Son objectif était la défense des intérêts agraires et des populations rurales, de leur place dans la société industrielle, en réponse à l'exode rural qui constitue aux yeux des agrariens une grave menace pour les campagnes. De nos jours, on emploie également le terme ruralisme. Le terme d'agrarisme est véritablement apparu dans l'historiographie française en 1968 avec l'ouvrage Les Agrariens français de Méline à Pisani de Pierre Barral.
Par analogie, le terme a pu désigner, par la suite et ailleurs qu'en Europe, des mouvements sociaux ou politiques orientés vers le monde rural (voir par exemple la constitution mexicaine de 1917). On parle d'un parti « agrarien » lorsqu'il se propose de défendre les intérêts des propriétaires fonciers.
L'agrarisme désigne aussi une doctrine politique qui oriente l'activité économique d'un État vers l'agriculture et l'élevage (États agrariens depuis la sédentarisation des chasseurs-cueilleurs).
L'agrarisme désigne plus généralement l'affirmation des vertus de la campagne et des valeurs rurales (responsabilité des individus, solidarité de proximité, authenticité…). Dans ce contexte, de nombreux thèmes agrariens s'inspirent des écrits des philosophes gréco-romains.

## Caractéristiques générales de l'agrarisme
Un mouvement agrarien est un mouvement a priori interclassiste (des travailleurs journaliers jusqu'aux châtelains)[réf. nécessaire], organisé autour de réseaux d'associations et doté d'un véritable programme agrarien de défense des campagnes. Les agrariens ont souvent utilisé des techniques pacifiques de lobbying auprès des parlements, rendu possible par la structuration du mouvement autour d'importantes structures. On peut noter l'exemple de la Fédération des agriculteurs allemande, qui engagea des agents permanents[Quand ?] pour diffuser ses idées[réf. souhaitée].
L'agrarisme n'est ni du libéralisme ni du socialisme. En effet, il s'est construit en réaction à une double conjoncture de modernisation de l'agriculture et d'affaissement des prix agricoles (entre 1873 et 1895). Certains courants de l'agrarisme ont pu être marqués par une forme d'anticapitalisme, lié au mépris pour la ville ou même à un antisémitisme parfois explicite et virulent, jouant un rôle dans la diffusion du cliché du Juif comme « homme d'argent » et « ennemi des campagnes ». Il prône aussi le « retour à la terre » pour lutter contre les débuts de l'exode rural et favoriser le retour à de supposées « vraies valeurs » traditionnelles.[réf. souhaitée]

## Genèse et résultats de l'agrarisme
On peut entrevoir les prémices de l'agrarisme dès le début du XIXe siècle, puisant ses origines dans une représentation valorisante du monde rural : romantisme, roman paysan (par exemple La Mare au diable de George Sand en 1846), contes et légendes, développement d'un folklore revendiquant des identités propres à la ruralité… De plus, l'« esprit de clocher » et les communautés de village du début du siècle ont constitué un terrain favorable au succès ultérieurs des syndicats agricoles.
Un des principaux soutiens de cette théorie est Thomas Jefferson, qui s'est servi de cette idée pour justifier la progression vers l'ouest des Américains (pour la plupart immigrés des pays d'Europe).

« Le mythe de la “destinée manifeste” de l’Amérique se fit ensuite la doctrine de la justification de cette conquête de la nature sauvage à l’échelle d’un continent, et de l’appropriation des terres de ceux qui l’habitaient, au nom de la civilisation, mission nationale. »

Le slogan « La terre à ceux qui la travaillent » a été un leitmotiv dans bien des révolutions (Russie, Espagne, Viêt Nam, etc.)
Alors que les sociétés rurales semblaient atteindre un certain point d'équilibre dans la deuxième moitié du XIXe siècle, des questions non résolues subsistaient toutefois, notamment celles des prix (avec les droits de douane et la crise des prix agricoles entre 1873 et 1895), du crédit agricole (nombreux endettements…) et de la professionnalisation agricole.
Durant les années 1880, les résultats furent très modestes, les États n'ayant proposé qu'une cumulation progressive de faibles hausses des taxes de douane, notamment dans le cadre des renégociations des accords bilatéraux qui préoccupaient les agrariens. À partir du premier congrès européen d'agriculture (surnommé par certains « l'Internationale verte ») en 1889, qui permet une plus grande sensibilisation, on peut noter de plus fortes pressions des mouvements agrariens. Les débats sont néanmoins très techniques, autour des accords de commerce et des conditions et conséquences de la modernisation de l'agriculture. C'est dans ce contexte que sont adoptées en France les deuxièmes tarifs Méline en 1892, affectant les produits allemands. Toutefois, cette hausse globale des droits de douane (généralement moins de 30 % de la valeur des produits) dans la plupart des pays (sauf l'Espagne) n'est apparue massive que pour les débats de l'époque. En effet, ils sont largement inférieurs à ceux qui existaient dans les années 1820, lorsqu'ils pouvaient doubler voire tripler la valeur des produits.
Les autres axes de réflexion ont conduit à la création de caisses agricoles (caisses de secours mutuel Raiffeisen dès 1854 en Allemagne ; loi de novembre 1894 autorisant les caisses locales de crédit agricole, puis régionales en 1899 en France…) et à la mise sur pied d'enseignements agricoles (notamment le système français).
Le mouvement agrarien a permis un regain d'intérêt pour le monde rural qui s'est par exemple traduit en France par la création en 1881 d'un ministère de l'Agriculture (séparé alors de celui du commerce) et en 1884 à la création rapide de nombreux syndicats agricoles dès la promulgation de la loi autorisant les syndicats (une telle rapidité prouvant l'existence d'une importante réflexion préalable). Contrairement à ce qu'on pourrait croire, ces syndicats étaient globalement des initiatives bourgeoises mais qui ont emporté avec elles toute la société rurale, prenant ainsi le relais du clientélisme châtelain.
On ne peut toutefois pas réduire les politiques rurales à de simples questions pragmatiques. En France notamment, les lois Méline vont aussi dans le sens d'une républicanisation des sociétés rurales en affirmant le maintien de la petite exploitation. Il s'agit bel et bien du pendant idéologique de l'agrarisme, qui a d'ailleurs su jouer un rôle important dans la politisation des campagnes grâce aux associations et aux syndicats. Cela ne s'est toutefois pas passé sans arrière-pensées politiques de la part des élites bourgeoises qui ont généralement impulsé le mouvement, notamment dans le cas de la concurrence française entre la SAF et la SNEA (voir plus loin). Ces impulsions des élites, notamment des citadins qui ont un attachement sentimental et/ou patrimonial dans les campagnes, tendent à montrer que l'agrarisme est sans doute plus une vision idéalisée du monde rural depuis l'extérieur, qui s'est notamment construite grâce à l'opposition des sociétés de faubourgs et de banlieues industrielles.
Le mouvement agrarien a évidemment des héritages dans les mouvements et idéologies rurales et agricoles du monde entier, mais on peut probablement évaluer la fin de l'agrarisme français lors de la chute du gouvernement de Vichy, qui avait repris pour son compte les images valorisantes du monde rural, notamment pour des besoins propagandistes.

## Les organisations agrariennes selon les pays
L'influence importante des histoires nationales conduit à une différenciation des mouvements agrariens selon les pays.

### Allemagne
L'Allemagne a connu un agrarisme de masse, centralisé autour de deux organisations agrariennes : la Fédération des agriculteurs (Bund der Landwirte, BdL) organisation conservatrice créée en 1893, et la Fédération des cercles paysans chrétiens allemands, organisation catholique créée en 1900 pour regrouper les différents cercles qui se développaient au niveau des Länder (dès 1862 pour la Westphalie dominée par la grande exploitation rurale avec la Westfälischer Bauernverein ; en 1881 en Silésie ; en 1882 pour la Rhénanie des petites exploitations dominantes ; en 1895 en Bavière), lesquels regroupaient déjà des cercles locaux organisés à l'échelle du village. Ces regroupements ascendants ont ensuite permis une coordination nationale du mouvement agrarien allemand. Le besoin de créer de telles organisations s'était fait sentir après les difficultés induites sur les produits agricoles allemands par l'adoption en France des tarifs Méline de 1892, ainsi par les accords Caprivi signés avec l’Autriche-Hongrie, la Roumanie et la Russie, donnant à ces États des droits de douane préférentiels.
Le développement a été très important pour les deux organisations, si l'on considère l'évolution du nombre d'adhérents :
| Date                              | 1893    | 1901    | 1907    | 1913    |
| --------------------------------- | ------- | ------- | ------- | ------- |
| Adhérents du BdL                  | 170 000 | 250 000 | 290 000 | 330 000 |
| Adhérents des cercles catholiques | 85 000  | 200 000 | 350 000 | …       |

En République démocratique allemande, il exista de 1948 à 1990 un Parti paysan démocratique d'Allemagne, communiste à destination du monde rural.

### Angleterre
- Martyrs de Tolpuddle (en)	(1834)

### Australie
Le Parti national d'Australie (National Party of Australia) est un parti politique conservateur centre-droit agricole australien. Fondé par des petits agriculteurs en 1920 sous le nom Country Party, il avait pour son objectif de défendre des intérêts agraires et des populations rurales. Le parti est un membre minoritaire d'une coalition avec le Parti libéral australien depuis les années 1940. Récemment, le parti s'est décrit comme « le seul parti politique consacré à avancer les intérêts d'Australie régionale et de ceux qui font leurs vies et affaires dans les communautés australiennes régionales ».
Trois Premier ministres d'Australie sont issus du Parti national : Earle Page (en 1939), Arthur Fadden (en 1941) et John McEwen (en 1967-1968).

### Biélorussie
Le Parti agrarien de Biélorussie fondé en 1992 participe au pouvoir.

### Bulgarie
L'Union populaire agrarienne est fondée en 1899.
L'Union nationale agraire bulgare est un parti puissant entre 1900 et 1923. Elle fut noyautée sous le communisme. L'Union agraire Alexandre Stamboliyski fondée en 1993 s'en veut l'héritière.

### Canada
L'Association territoriale des céréaliers (TGGA) était active dans l'Ouest du Canada au début du XXe siècle, dans ce qui était alors les Territoires du nord-ouest et qui est devenu plus tard les provinces canadiennes de la Saskatchewan et de l'Alberta. La TGGA fut la voix des agriculteurs dans leur lutte contre les négociants en grains et les chemins de fer. Elle a joué un rôle important dans l'obtention de la législation favorable aux céréaliers dans ces deux provinces canadiennes puis dans la création des premières Coopératives céréalières au Canada. Quand la Saskatchewan et l'Alberta sont devenues des provinces, la TGGA s'est scindée en deux et a été remplacée par l'Association des Agriculteurs de l'Alberta et la Saskatchewan Grain Growers' Association, puis a donné naissance à des coopératives.
L'United Farmers of Manitoba, puis le Parti progressiste du Manitoba dont il est issu en 1928, gouvernent la province de 1922 à 1958, en alliance avec le Parti libéral du Manitoba à partir de 1932, avec lesquels ils fusionnent au sein du Parti libéral-progressiste qui reprend le nom de Parti libéral en 1961.

### Croatie
Le Parti paysan croate existe depuis 1904 et était le parti dominant de l'Entre-deux-guerres. Après une longue période d'exil pendant l'occupation allemande et sous le communisme, il joue de nouveau un rôle depuis les années 1990.

### Espagne
En 1881, est créée l'Association des Agriculteurs d'Espagne (AAE, Asociación de Agricultures de España) mais elle reste si élitaire et confidentielle (517 membres en 1888, 738 en 1914) qu'elle suspend la publication de son bulletin en 1889. L'absence de cohésion sociale autour de l'AAE s'explique en partie par la concurrence d'organisations plus anciennes telles que la Société valencienne pour l'agriculture, ou l'Institut catalan de Saint Isidore qui réunit en Catalogne quatre fois plus de membres que l'AAE sur tout le pays. La crise viticole de 1886-1887 permet à l'AAE de faire preuve d'une certaine capacité en faisant circuler une pétition pour un retour au protectionnisme recueillant 20 000 signatures. Mais ce regain ne fut que provisoire puisque l'AAE fut confrontée à la création de la Liga Agraria durant l'été 1887, ainsi que celle des chambres d'agriculture.
À partir de 1902 et jusqu'en 1914, l'AAE renonce à sa tentative de maillage du territoire et se constitue comme un groupe de pression dominé par des ingénieurs agronomes et des journalistes spécialisés, avec la complicité du ministère de l'agriculture. Cet agrarisme est donc corporatiste et élitaire, ce qui explique notamment le fait que l'Espagne soit le seul pays européen à refuser le protectionnisme dans les années 1880-1890, à cause du désir de l'AAE et de l'État de maintenir le pays dans une stratégie conquérante.
L'agrarisme n'obtient un réel succès en Espagne qu'à travers le corporatisme confessionnel, avec une forte implantation dans les régions de petites exploitations rurales (Vieille-Castille, Galice, Aragon, Pays basque, Pays de Valence). Le clergé y apparaît comme l'instance la plus organisée pour la structuration d'un agrarisme constructif.
Un parti agrarien est représenté au parlement dans les années 1930. Au cours de la guerre civile d'Espagne, par exemple, la colonne Durruti présentait les avantages de l'appropriation collective de la terre et de son travail en commun, de la gestion des problèmes comme un progrès important pour les paysans[Quoi ?], et une forte proportion de ces derniers s'y sont ralliés.

### Finlande
Un des principaux acteurs de la vie politique, le Parti du centre, s'appelait Union agraire lors de sa création en 1908 à 1965.

### France
La grande enquête agricole de 1866, ouverte par Napoléon III, joue un rôle déterminant dans la formation du mouvement agrarien français. La France peut, comme l'Allemagne, se prévaloir d'un mouvement de masse, mais on note une rivalité importante entre les deux organisations agrariennes en place. La Société des agriculteurs de France (SAF), créée la première, en 1867, transpose au niveau national les sociétés agricoles plus locales qui existaient déjà dans les années 1840, avec comme grand avantage de bénéficier de la protection de l'État, Napoléon III ayant approuvé les statuts de la SAF. Il s'agit au départ d'une société élitaire aux effectifs limités (1854 membres seulement au départ, 3553 en 1878), dont le siège est situé rue d'Athènes (rive droite de la Seine à Paris) et dont le premier président est Édouard Drouyn de Lhuys, ancien ministre des affaires étrangères. Après la chute du Second Empire en 1870, la SAF s'érige en contre-pouvoir anti-républicain et s'efforce d'augmenter ses effectifs, notamment en se précipitant dans le vote sur la loi syndicale de 1884, pour attirer vers elle les populations villageoises en parrainant de nombreux syndicats agricoles, lesquels vont constituer des unions régionales puis une union nationale en 1886 (Union centrale des syndicats agricoles de France).
Entre-temps, la Société nationale d'encouragement à l'agriculture (SNEA) est fondée en 1880, sous l'impulsion de Gambetta, pour constituer un contrepoids républicain face à l'influence de la SAF. La SNEA se structure au début à l'échelle départementale puis constitue une Fédération des syndicats républicains en 1910, qui siège symboliquement sur l'autre rive de la Seine, boulevard Saint-Germain. Le mouvement a ensuite tendance, un peu avant 1914, à s'organiser sectoriellement, puis à fonder, après 1918, des associations spécialisées selon les secteurs économiques. Tous les mouvements initiés par la SNEA (coopérations, syndicats, caisses de crédit…) se regroupent en 1912 au sein de la Fédération nationale de la mutualité et de la coopération agricole.
La concurrence est vive entre la SAF (association de personnes) et la SNEA (association d'intérêts), avec des efforts d'enracinement de part et d'autre, à tel point que beaucoup de villages possèdent des syndicats des deux bords à la veille de la Première Guerre mondiale. L'efficacité de ce double associationnisme rural crée un maillage dense de syndicats, comme le prouve l'évolution des chiffres :
| Date                | 1884 | 1890    | 1900    | 1910    | 1914      | 1930      |
| ------------------- | ---- | ------- | ------- | ------- | --------- | --------- |
| Nombre de syndicats | 5    | 648     | 2 069   | 4 948   | 6 667     | 14 968    |
| Nombre d'adhérents  | …    | 234 234 | 512 794 | 813 038 | 1 029 727 | 1 910 538 |

Sur le plan politique, trente ans après l'expérience éphémère et peu concluante du Parti agraire national (P-A-N), le Parti agraire et paysan français (PAPF) fondé en 1927 par Fleurant Agricola est présent au parlement à partir de 1932 au sein des groupes Indépendants d'action économique, sociale et paysanne puis Agraire indépendant.
En 1934, Fleurant Agricola est à l'initiative du Front paysan regroupant le PAPF, la puissante Union nationale des syndicats agricoles (UNSA) fondée en 1934 notamment en opposition à la SAF, et les chemises vertes d'extrême-droite des Comités de défense paysanne fondés en 1927. L'aile gauche du PAPF fait scission en 1936 au sein du Parti républicain agraire et social. En 1937, le PAPF rejoint le Front de la liberté lancé par Jacques Doriot chef du Parti populaire français (PPF) en opposition au Front populaire et pour supplanter le Parti social français.
Toutes les organisations agricoles sont autoritairement regroupées au sein de la Corporation paysanne par Philippe Pétain en 1940.
Après-guerre, le Parti paysan d'union sociale reprend le flambeau mais est finalement absorbé par le Centre national des indépendants en 1951, qui devient le Centre national des indépendants et paysans qui existe toujours alors que les nouvelles tentatives pour un parti paysan en 1951 et 1953 ne perdurent pas.
Plus récemment, des sociologues se sont demandé si la fronde conduite contre la déclinaison du réseau Natura 2000 en France dans les années 1990 par certains représentants du monde agricole, de la sylviculture, de la chasse et de la propriété (dit « le groupe des 9 »), n'était pas une nouvelle forme d'agrarisme, trouvant cette fois dans la protection de l'environnement naturel une nouvelle raison de s'unir.

### Italie
L'agrarisme italien est caractérisé par une plus importante politisation avec la Ligue de défense agraire (Liga di Difesa Agraria) créée en 1885, s'éloignant donc du principe interclassiste de l'agrarisme. Cette ligue regroupe les propriétaires en réaction à la Leghe di resistenza créée un an plus tôt, c'est-à-dire un syndicat de classe des ouvriers agricoles du sud du pays (les braccianti), dont les grèves de 1882 et de 1884-1885 revendiquent notamment une réforme agraire et la défense des journaliers. Une Fédération nationale des travailleurs de la terre (la Federterra), d'aspiration socialiste, voit le jour en 1901, radicalisant le mouvement à gauche.
Lors de la montée du fascisme, en 1920-1922, les agrariens soutiennent, y compris financièrement, les squadristes qui répriment violemment les braccianti. Le parti d'extrême-droite néofasciste Forza Nuova se revendique comme « agrariste ».

### Hongrie
L'actuel Parti civique indépendant des petits propriétaires et des travailleurs agraires a des origines remontant à 1908.

### Japon
Le Japon connut un agrarisme (nôhonshugi 農本主義) dans les années 1920 et 1930, sous la forme d'un « agrarisme par le bas » (Gondô Seikyô, Tachibana Kôzaburô), à l'origine de tentatives de coups d’État et d'assassinats de personnalités politiques, et un « agrarisme par le haut » orchestré par les hauts fonctionnaires pour mobiliser le monde rural dans l'effort de guerre. Une version confucéenne de l'agrarisme a également existé avec Yasuoka Masahiro.

### Lettonie
L'Union des paysans de Lettonie est créée en 1917, mais interdite de 1934 à 1990. Fait rare, elle est alliée des écologistes au sein de l'Union des verts et des paysans.

### Lituanie
L'Union populaire agraire lituanienne est fondée en 1922, interdite en 1963 et recréée en 2005 par alliance entre le Parti agraire lituanien et le Nouveau Parti démocratique, sous le nom de Union des partis agraire et nouveau démocrate jusqu'en 2006.

### Macédoine
Un Parti pour l'avenir européen, agrarien, existe mais ses effectifs restent modestes.

### Mexique
Au Mexique, une tradition politique agrarienne existe depuis des décennies. Déjà importante pendant les dernières décennies du XIXe siècle, cette tradition se développe encore davantage avec la Révolution Mexicaine, qui voit de nombreux partis agrariens différents (pas forcément alliés) faire entendre leurs idées, comme les Villistes ou encore les Zapatistes. La tradition politique de l'agrarisme se poursuit au Mexique, notamment avec l'EZLN et le CIPO-RFM d'Oaxaca, mais aussi la ville de Cheran ou de Zaachila.

### Norvège
Le Parti du centre fondé en 1920 en lien avec une organisation agrarienne a porté le nom de Parti des paysans jusqu'en 1959. Il participe régulièrement au gouvernement au sein de coalitions.

### Pologne
Le Parti paysan polonais (PSL) date de 1895. En exil pendant l'occupation nazie et la domination communiste, il joue actuellement un rôle significatif.
Le Parti paysan unifié est la branche du PSL inféodée aux communistes pendant leur domination qui retrouve le PSL historique en 1990.
Autodéfense de la république de Pologne, créé en 1992 sur la base d'un syndicat, est populiste et a pesé au début des années 2000.

### Roumanie
Succédant, à la suite d'une fusion, à un Parti paysan, le Parti national paysan existe de 1926 à 1947.
En 1989, le Parti national paysan chrétien-démocrate reprend sa place après la fin de la dictature communiste mais avec une assise élargie, et est puissant dans les années 1990.

### Russie
Un Parti agrarien de Russie a existé de 1993 à 2008 avec une idéologie marquée par le communisme.

### Serbie
Le Parti national paysan est fondé en 1990 et a fait alliance avec le Parti paysan unifié fondé en 2000.

### Suède
Le Parti du centre est parfois qualifié de parti agraire, même s'il est plus social-libéral attaché à la Suède rurale.

### Suisse
Le Parti des paysans est fondé à Zurich en 1917, il devient national en 1937 sous le nom de Parti des paysans, artisans et bourgeois (PAB). En 1971, il fusionne avec deux partis alémaniques sous le nom d'Union démocratique du centre (UDC). Il a un poids politique significatif dès les années 1920.

### Tchécoslovaquie
Les agrariens jouent un rôle de premier plan dans les années 1920 et 1930.

### Tunisie
En Tunisie c'est le Parti de la voix des agriculteurs qui représente cette idéologie. Le parti a obtenu durant les élections législatives de 2014 ainsi que celles de 2019 un seul siège au parlement.

### Ukraine
Le Parti populaire représenté au parlement s'appelait précédemment Parti agrarien.

### URSS
Dès la Révolution russe de 1917, à laquelle il participa activement, l'économiste agraire Alexandre Chayanov a développé une théorie des systèmes économiques non-capitalistes ainsi qu'une théorie du fonctionnement de l'agriculture paysanne. Poursuivi par le régime soviétique, il fut fusillé en 1937 puis réhabilité en 1987.
Pour contrer les mouvements agrariens conservateurs, une Internationale paysanne rouge existe de 1923 aux années 1930.